# Hedayat Amin Arsala
Hedayat Amin Arsala (en pastún: هدايت امين ارسلا‎; Kabul, 12 de enero de 1942), es un economista y político afgano. Fue Vicepresidente de Afganistán, Ministro de Finanzas y Ministro de Relaciones Exteriores y hasta octubre de 2013 fue Ministro Principal de la República de Afganistán, designado por el presidente Hamid Karzai.

## Educación
De origen étnico pastún, Arsala creció en Kabul, Afganistán, donde asistió a la escuela secundaria. Completó su licenciatura y maestría en Economía, centrándose también en las relaciones internacionales, en Universidad del sur de Illinois en Estados Unidos. También completó el trabajo del curso y los exámenes de calificación para un PhD en Economía en Universidad George Washington, en Washington D. C.. En mayo de 2008, Universidad del sur de Illinois confirió un doctorado honorario por sus distinguidos servicios a Afganistán.

## Carrera política
En 1969, Hedayat Amin-Arsala fue el primer afgano en unirse al Banco Mundial (BM) a través del Programa de Jóvenes Profesionales. Sirvió allí durante 18 años en varios puestos operativos económicos y de alto nivel. Activo en la resistencia contra la ocupación soviética desde 1979, dejó el Banco Mundial en 1987 para participar a tiempo completo en la lucha afgana contra los invasores. Fue miembro fundador del Frente Islámico Nacional de Afganistán, dirigido por Sayed Ahmad Gailani, y fue miembro del Consejo Supremo de Mujahideen (formado en febrero de 1980). Se desempeñó como Ministro de Finanzas en el Gobierno Provisional Afgano, un gobierno no reconocido y con nulo poder, en el exilio de 1989 a 1992.
Cuando los soviéticos se retiraron y hubo un cambio de régimen posterior en Afganistán, Arsala fue nombrado Ministro de Asuntos Exteriores del recién formado gobierno de coalición de Muyahidines a principios de 1993. Se retiró de ese cargo en 1994 debido a luchas internas y desacuerdos políticos entre algunos grupos de Muyahidines.
Con el establecimiento del  Régimen Talibán, Arsala, con algunos compatriotas, lanzó una campaña de paz que exigía un gobierno interino de base amplia a través de una Loya Jirga. Este movimiento de paz, más tarde conocido como 'El Grupo de Roma', y sus miembros clave, incluido Arsala, fueron participantes clave en las deliberaciones de la Conferencia internacional sobre Afganistán después del 11 de septiembre de 2001. La Conferencia de Bonn dio lugar al Acuerdo de Bonn y la formación de la Administración Provisional Afgana. El Hamid Karzai fue nombrado Presidente de Afganistán y el Sr. Arsala Vicepresidente de Afganistán y el primer ministro de Finanzas en Afganistán posterior al Régimen Talibán. La Conferencia de Bonn también proporcionó una hoja de ruta para desarrollos políticos posteriores. En junio de 2002, se formó la Administración Provisional Afgana. La Loya jirga de emergencia de Afganistán eligió al Hamid Karzai como  Presidente, y el Sr. Arsala fue designado como Vicepresidente de Afganistán.
Como Vicepresidente, Arsala dirigió simultáneamente la Comisión de Reforma Administrativa Independiente y Servicio Civil. También presidió el Consejo de Coordinación Económica y el Comité Nacional del Censo. Fue miembro del Consejo de Seguridad Nacional y, en ocasiones, en ausencia del Karzai, Presidente en funciones. Después de dos años y medio como vicepresidente, Arsala fue nombrado asesor principal del presidente y del ministro de comercio e industria. En 2006, se convirtió en el ministro Principal de la República Islámica de Afganistán, y en la última parte del 2008, simultáneamente fue elegido presidente del Comité de Coordinación del Gobierno y fue copresidente de la Junta Conjunta de Coordinación y Monitoreo .

## Logros
Como primer ministro de finanzas en el régimen posterior al Emirato Islámico de Afganistán, Arsala:
- Introdujo el primer presupuesto afgano y reforzó la disciplina fiscal al detener la financiación de los gastos del gobierno a través de préstamos del Banco Central.
- Comenzó las discusiones con el Fondo Monetario Internacional sobre la introducción de la nueva moneda afgana. Hoy, su firma aparece en el afgani,  billete afgano.
- Lideró un aumento en los ingresos del Gobierno en un 60% por encima de las proyecciones del FMI.

A principios de 2002, Arsala también copresidió la primera conferencia internacional de ayuda y desarrollo de Afganistán en Tokio. Más tarde, en el mismo año, dirigió la primera conferencia internacional de ayuda en Afganistán. Fue pionero en una serie de iniciativas innovadoras de servicio civil destinadas a mejorar el sector público y la gobernanza efectiva dentro de Afganistán, creando la primera Reforma de la Administración Independiente y la Comisión de Servicio Civil para reformar las instituciones gubernamentales e introducir un sistema de nombramientos y promoción del servicio civil en la base del mérito más que el patrocinio o el nepotismo. Un defensor de la reforma del sector público y el crecimiento del sector privado, como Ministro de Comercio e Industria, introdujo una serie de mejoras importantes para eliminar las barreras al sector privado y abogó por una mayor inversión:
- Poner bajo el control del gobierno a la mayoría de las fuentes de ingresos estatales dentro del mandato del Ministerio (previamente robadas por funcionarios y grupos políticos).
- Redacción de nuevas leyes sobre comercio, actividades e instituciones económicas, firmando numerosos acuerdos bilaterales de garantía de comercio e inversión.
- Acelerar el proceso de adhesión de Afganistán a la Organización Mundial del Comercio, posteriormente formalizado.
- Inició la reforma de la Cámara de Comercio e Industrias y creó una Agencia de Promoción de Exportaciones.
- Supervisar un aumento del 60% en las exportaciones anuales a US$ 500 millones.

Durante el mandato de Arsala, las exportaciones aumentaron de US$ 300 millones a US$ 500 millones. Representó a Afganistán en varias conferencias internacionales, incluidas las de jefes de Estado y de Gobierno.

## Vida personal
Amin Arsala está casado, tiene tres hijos y cinco nietos.